# Монастырь Обермархталь
Монастырь Обермархталь (нем. Prämonstratenserabtei St. Peter und Paul Obermarchtal, лат. Abbatia Marchtallensis) — премонстрантский монастырь, располагающийся на территории баден-вюртембергской общины Обермархталь (регион Дунай-Иллер). Впервые обитель появилась в 776 году; была повторно основана в 1171 году тюбингенским пфальцграфом Хуго II как двойной монастырь. Сегодня на территории бывшего монастыря, повторно ставшего коллегиальной церковью, проводятся выставки и концерты; рядом находится территория общины Унтермархталь с одноименным женским монастырем.

## История и описание

### Основание и развитие
В 776 году потомки Халахольфа и Хитты из рода Ахалольфингов передали основанных на их пожертвования монастырь Святого Петра аббатству Санкт-Галлен. В 993 году монастырь существовал как коллегиальная церковь, посвященная герцогом Швабии Германом II и его женой Гербергой Бургундской апостолами Петру и Павлу; монастырь служил фамильной усыпальницей для швабских герцогов. Известно, что 1 января 995 года епископ Констанца Гебхард II освятил расширенную монастырскую церковь. В XII веке территория современной общины Мархталь находился во владении нескольких родов швабских дворян, часто меняя лордов.
Наконец в 1171 году тюбингенский пфальцграф Хуго II (1153—1182) передал монастырь, пожертвовав ему дополнительные средства, ордену премонстрантов, сформировав двойной монастырь с общинами для мужчин и женщин; устав нового монастыря был заимствован из аббатства в коммуне Рот-ан-дер-Рот. В 1204—1208 годах были обновлены стены обители, а в 1273 году был запрещён приём новых послушниц — и со временем двойной монастырь стал исключительно мужским.

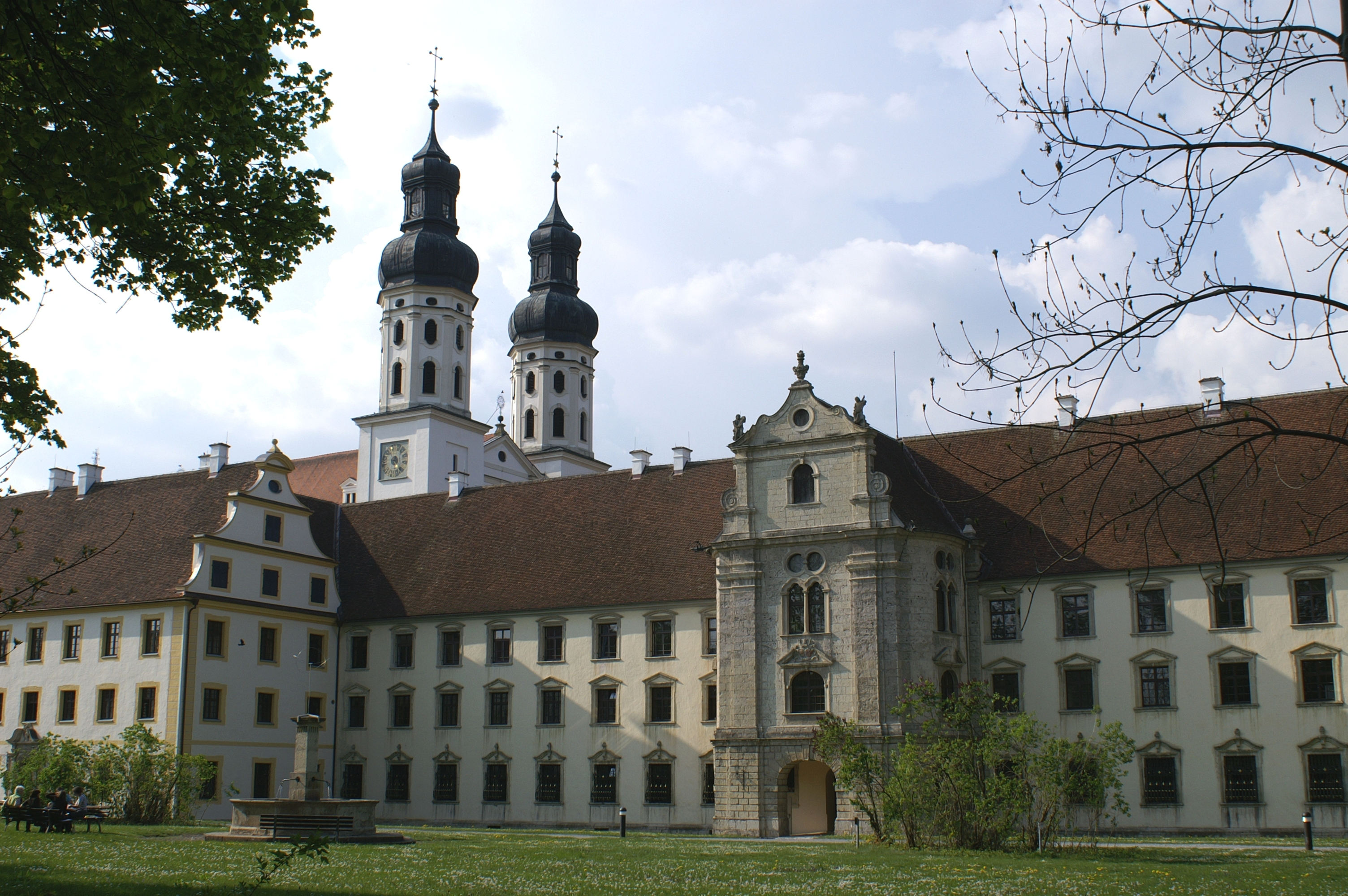
Монастырские корпуса

2 мая 1239 года епископ Констанцский Генрих I фон Танне освятил новую трехнефную монастырскую базилику: с конца XIII века до 1420 года монастырь в Мархтале являлся частным монастырем епископа Констанцского. В 1440 году Обермархталь получил статус аббатства, в полвека спустя — в 1500 — стал членом швабского отделения коллегии имперских аббатств, непосредственно подчинявшихся императору Священной Римской империи; в 1609 году местный аббат получил право носить митру. 11 сентября 1701 года было освящено новое здание церкви, начало строительства которой относилось к 1686 году — после завершения Тридцатилетней войны. Архитекторами-строителями нового барочного здания являлись Михаэль Тумб, а после его смерти в 1690 году — его брат Криштиан и Франц Беер фон Блауэн. Во период активной охоты на ведьм в XVI—XVIII веках, монастырь принимал в ней участие: три основные волны преследований женщин пришлись на 1586—1596, 1627—1628 и 1745—1757 годы. Было вынесено по меньшей мере 60 смертных приговоров против предполагаемых «магических преступниц».

### Секуляризация и современный статус
В 1770 монастырь посетила Мария-Антуанетта, а с 1800 по 1803 год дирижёр Иоганн Непомук Шельбле (1789—1837) заведовал хором аббатства. После секуляризации 1802 года аббатство отошло дому Турн-и-Таксис, а в 1806 году — стало частью Вюртембергского королевства. В 1972 году епархия Роттенбург-Штутгарта купила монастырь у представителей рода Турн-и-Таксис, чтобы перестроить его в педагогическую академию — которая была открыта в 1978 году. Реальная школа ордена визитанток, открытая рядом с монастырём после его роспуска, была передана епархии Роттенбург-Штутгарта в 1992 году.
16 сентября 2001 года на территории бывшего монастыря вновь была основана коллегиальная церковь. Кроме того, по состоянию на 2018 год, помещения монастыря служат местом для проведения круглых столов, семинаров и конференций, а также — местом ретрита; продолжает функционировать и Церковная академия подготовки учителей Обермархальта. На территории монастыря проводятся выставки, в церкви продолжаются богослужения и проводятся концерты.

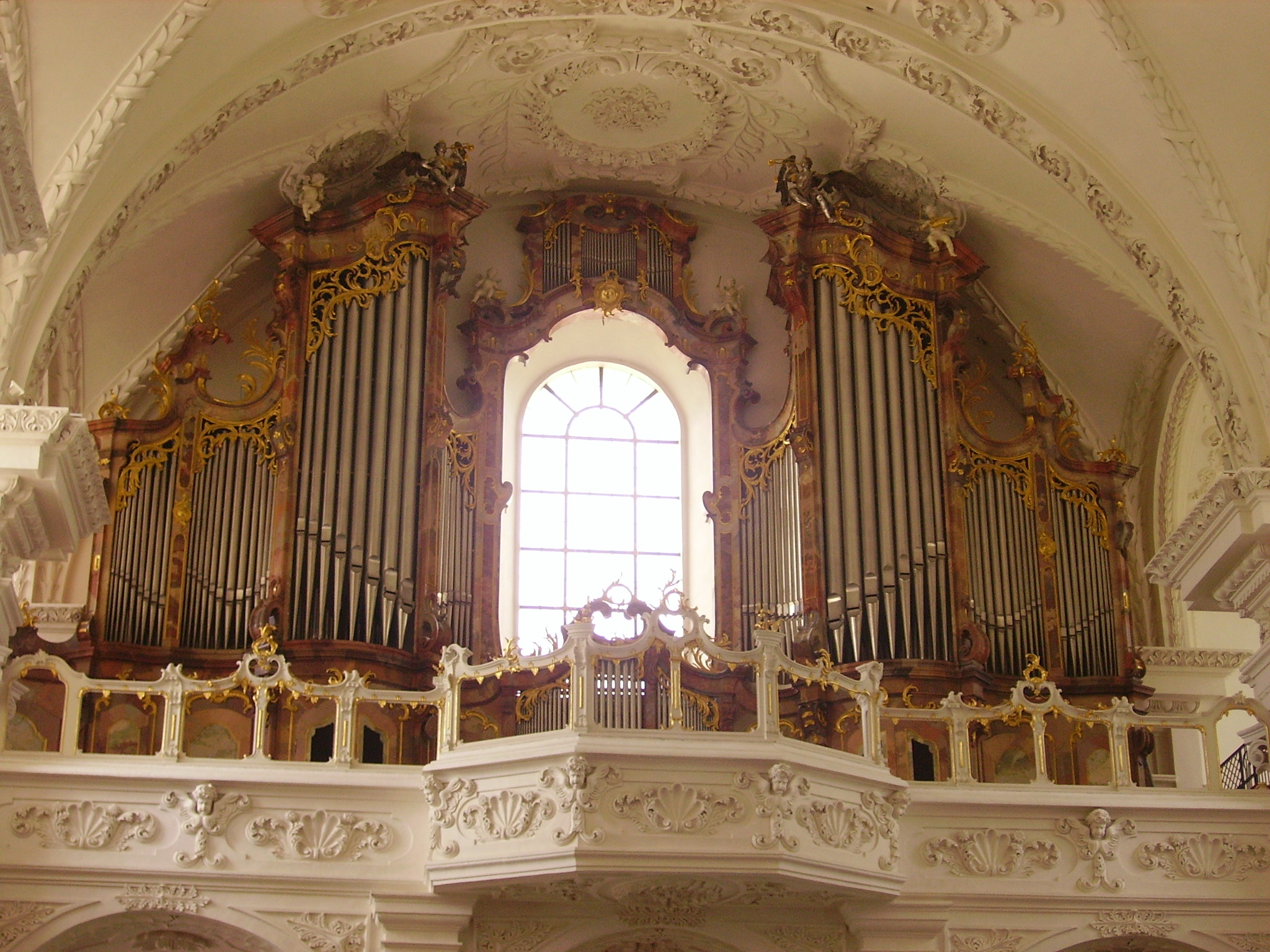
Церковный орган в 2010 году

### Орган
Главный орган монастырской церкви Петра и Павла был создан мастером Иоганном Непомуком Хольцхеем в период между 1778 и 1780 годами. В 1782—1784 годах в качестве дополнительного хорового органа был добавлен еще один инструмент Хольцхея. Главный орган сохранился до начала XXI века, хотя и пережил ряд «вмешательств»: серия небольших ремонтов, и существенные изменения в музыкальных пристрастиях монахов и паствы, привели к полному разрушению музыкальной концепции исходного инструмента. «Обновление» органа в 1960-х годах и заражение древесины вредителями также внесли свой вклад в данный процесс.
В 2011—2012 годах инструмент был полностью отреставрирован специалистами из мастерской Йоханнеса Рольфа (род. 1936); было реконструировано его оригинальное звучание, что стоило более миллиона евро и заняло 15 500 человеко-часов. 7 октября 2012 года обновлённый инструмент, считающийся выдающимся образцом южно-германского органостроительного искусства, был торжественно открыт.